# Fragile (Mr. Rain)
Fragile è il quarto album in studio del rapper italiano Mr. Rain, pubblicato il 18 marzo 2022 dalla Atlantic Records e dalla Warner Music Italy.

## Descrizione
Il progetto discografico vede il rapper autore e produttore di tutte e dieci le tracce, con la collaborazione nella produzione di LGND e nella scrittura di Lorenzo Vizzini, Mario Apuzzo e Annalisa. Mr. Rain ha raccontato il processo creativo e il significato dell'album:

Annalisa risulta essere l'unica artista a partecipare vocalmente al proteggo nel brano Neve su Marte, segnando la seconda collaborazione tra i due artisti dopo Un domani, presente nel sesto album in studio della cantante: In un'intervista rilasciata a Billboard Italia, il rapper ha raccontato la scelta di includere la cantante all'interno dell'album.

## Accoglienza
Fabrizio Basso, scrivendo per Sky TG24, definisce il progetto che «dispensa forza all'umanità» attraverso «un viaggio che si vorrebbe non finisse mai».

## Tracce
Testi di Mattia Balardi e Lorenzo Vizzini, eccetto dove indicato, musiche di Mattia Balardi, eccetto dove indicato.
1. Crisalidi – 3:04 (testo: Mattia Balardi, Lorenzo Vizzini, Mario Apuzzo)
2. Qui – 2:10 (testo: Mattia Balardi, Mario Apuzzo)
3. Fragile – 2:48
4. Neve su Marte (feat. Annalisa) – 3:18 (testo: Mattia Balardi, Lorenzo Vizzini, Annalisa Scarrone)
5. E invece no – 2:22
6. Sincero – 2:54
7. Atlantide – 2:42 (testo: Mattia Balardi)
8. 3.10 AM – 2:37
9. Nero – 3:40 (musica: Mattia Balardi, LGND)
10. Aria – 2:51 (testo: Mattia Balardi, Lorenzo Vizzini, Mario Apuzzo)

## Classifiche
| Classifica (2022) | Posizione massima |
| ----------------- | ----------------- |
| Italia            | 17                |